# William Anson
William Reynell Anson, 3.º Baronete PC (Walberton, Sussex, 14 de novembro de 1843 – Oxford, 4 de junho de 1914) foi um jurista e político britânico.

## Juventude e educação
Anson nasceu em Walberton, Sussex, o filho mais velho de Sir John William Hamilton Anson, 2.º Baronete, e de sua esposa Catherine Elizabeth Pack. Educado no Eton e Balliol College, Oxford, se formou entre os primeiros da turma em 1866, e foi eleito fellow do All Souls College no ano seguinte.

## Carreira jurídica e política
Em 1869, se formou advogado e trabalhou até 1873, quando após a morte de seu pai, herdou o título de baronete. Em 1874, tornou-se leitor vineriano em Direito inglês na Universidade de Oxford, cargo que ocupou até se tornar, em 1881, diretor do All Souls College.
Anson se identificou com os interesses locais e da universidade; se tornou vereador da cidade de Oxford em 1892, presidente das sessões trimestrais para o condado em 1894, foi vice-chanceler da Universidade de Oxford em 1898-1899, e chanceler da Diocese de Oxford em 1899. Naquele ano, foi eleito, sem oposição, Membro do Parlamento (MP) pela Universidade de Oxford no interesse Liberal Unionista e, consequentemente, renunciou ao cargo de vice-chanceler.
No Parlamento, Anson foi um grande ativista em assuntos ligados à educação, sendo um membro do recém criado comitê consultivo do Conselho de Educação em 1900, e em 1902 se tornou o primeiro Secretário de Estado do Conselho de Educação, um cargo que ocupou até 1905. Foi nomeado Conselheiro Privado em 1911.
Anson tomou parte ativa na fundação de uma escola de Direito em Oxford, e seus volumes sobre The Principles of the English Law of Contract (1884, 11ª edição 1906), e sobre The Law and Custom of the Constitution em duas partes, "O Parlamento" e "A Coroa" (1886-1892, 3ª edição 1907, pt. 1. vol. ii.), são obras padrão.

## Vida pessoal
Anson morreu em junho de 1914, aos 70 anos de idade. Nunca se casou e foi sucedido no baronato por seu sobrinho, Denis George William Anson.

## Leituras adicionais
- Anson's Law of Contract (29ª edição, Oxford University Press, 2010) agora editada por J. Beatson, A. Burrows e J. Cartwright.